# Джафар Панагі
Джафа́р Панагі́ (перс. جعفر پناهی, англ. Jafar Panahi; нар. 11 липня 1960) — іранський кінорежисер і сценарист, один з найвідоміших представників «нової хвилі» іранського кінематографу (англ.). Четвертий в історії кіно режисер-лауреат головних призів трьох центральних кінофестивалів світу — Венеційського (2000; фільм «Коло»), Берлінського (2015; фільм «Таксі») та Каннського (2025; фільм «Проста випадковість»).

## Життєпис
Джафар Панагі народився 11 липня 1960 року в Східному Азербайджані (провінція Ірану), в місті Міан. У молодості знімав короткометражні стрічки, потім служив в армії, брав участь у ірано-іракській війні. Після служби вступив до університету, в цей же час зняв кілька документальних аматорських стрічок і працював асистентом режисера на зніманні деяких художніх фільмів, у тому числі фільму «Крізь оливи» Аббаса Кіаростамі, який вийшов на екрани 1994 року. Через рік Кіаростамі допоміг написати сценарій до фільму «Біла куля», режисером якого був Панагі.

## Кар'єра
Фільми Панагі ставали лауреатами престижних міжнародних кінонагород, у тому числі «Золота камера» Канського кінофестивалю (1995 рік; фільм «Біла куля»), «Золотий леопард» кінофестивалю в Локарно (1997 рік; фільм «Дзеркало»), «Золотий лев» Венеціанського кінофестивалю (2000 рік; фільм «Коло»), «Срібний ведмідь» Берлінале (2006 рік; фільм «Офсайд»), «Золотий ведмідь» Берлінале (2015; фільм «Таксі») та «Золота пальмова гілка» Каннського кінофестивалю (2025; фільм «Проста випадковість»).
2010 року іранська влада не дозволила Панагі поїхати на Берлінський кінофестиваль, куди його запросили як почесного гостя. У лютому 2010 ЗМІ повідомили про арешт Панагі. У березні 2010 року Джафара Панагі було заарештовано і пізніше засуджено на шість років ув'язнення за антиурядову діяльність і участь в акціях протесту проти офіційних підсумків виборів 2009 року. Панагі також було заборонено займатися кінематографічною діяльністю і виїжджати з Ірану протягом 20 років.
Після арешту Панагі найбільші кінофестивалі включають його до складу журі, лишаючи в залі порожнє крісло. На захист режисера виступили Френсіс Форд Коппола, Мартін Скорсезе, Стівен Спілберг, Олівер Стоун, брати Коен, Джим Джармуш, Роберт Редфорд та інші.
У жовтні 2012 року він став лауреатом премії імені Сахарова.

### 1960—1979: ранні роки
Панахі народився в Міані, Іран у сім'ї робітників, виріс із чотирма сестрами та двома братами. Батько Джафара був художником. Сім'я говорила азербайджанською вдома, і перською мовою з іншими іранцями. Коли йому було десять років, він написав свою першу книгу про хлопчика, який добре вмів списувати на екзаменах в школі, але відчував провину за це і зрештою зізнався у злочині. Цей твір виграв перше місце на бібліотечному конкурсі.
Любов до фільмів проявилась у віці дев'яти років, коли сестри Панахі брали його з собою, щоб подивитись кіно у місцевих кінотеатрах. Суворий батько дуже обмежував свободу сестер, тому вони часто ховались від батька у кінотеатрах.
Батько Панахі також любив кіно, але забороняв синові ходити до кінотеатрів. Одного разу батько знайшов Джафара у кінотеатрі і покарав сина. Після цього Джафар почав шукати такі сеанси, на які його батько точно не зміг би прийти. Він почав відвідувати Канон, Інститут інтелектуального розвитку дітей та підлітків, в якому транслювались художні місцевів та іноземні фільми. Канон — це місце, де він вперше відкрив фільми Аббаса Кіаростамі, іранського режисера, який був одним із засновників відділу кіновиробництва Канона 1969 року.
Одним з фільмів, який справив велике враження на Панахі, був фільм «Викрадачі велосипедів» режисера Вітторіо Де Сіка (1948). Панахі сказав, що коли він вперше побачив цей фільм, то подумав: «ось фільм, який скаже мені правду». У той же час Панахі почав експериментувати з фотографіями та робити короткі фільми на 8-мм плівку. Він також грав у одному фільмі та допомагав директорові бібліотеки Канона в запуску програми, яка навчала дітей працювати з кінокамерою. Починаючи з дванадцяти років, Панахі працював після школи, щоб дозволити собі ходити в кіно. Його злиденне дитинство сформувало гуманістичне світобачення, яке пізніше проявилося у його фільмах.

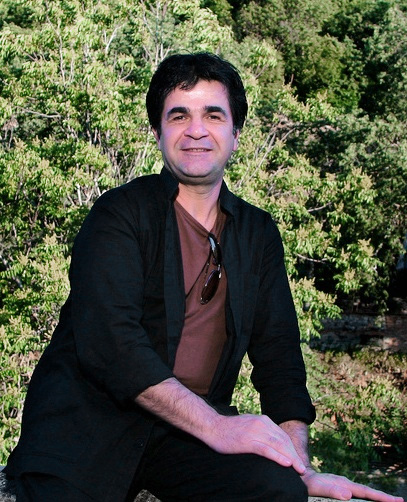
Джафар на «Cines del Sur 2007», де він був членом журі.

### 1980—1994: Освіта та рання кінокар'єра
У двадцятирічному віці Панахі прищзвали до іранської армії, йому довелось воювати у Ірано-іракській війні, працюючи військовим кінематографістом з 1980 по 1982 рік. 1981 року його захопили курдські повстанці, які тримали його в полоні протягом 76 днів. Згодом Джафар зняв документальний фільм про війни, цю стрічку згодом показали на телебаченні. Після закінчення військової служби Панахі навчався в Коледжі кіно і телебачення в Тегерані, де вивчав кіномистецтво і особливо оцінив роботи режисерів Альфреда Гічкока, Говарда Гоукса, Луїса Бунюеля та Жана-Люка Годара. У школі він вперше зустрівся і подружився з кінорежисером Парвізом Шахбазі та кінематографістом Фарзадом Джодатом, який пізніше працював над усіма ранніми роботами Панахі. Під час навчання у коледжі Джафар проходив стажування в Центрі Бандар-Аббаса на узбережжі Перської затоки, де зняв перші короткі документальні фільми. Згодом почав працювати помічником режисера.
Панахі зняв кілька коротких документальних фільмів для іранського телебачення. Перший короткометражний фільм «The Wounded Heads» (Яралі Башар) — документальний фільм про незаконну траурну традицію відрізання голови у північному Ірані. У фільмі задокументовано траурну церемонію третього шиїтського імама, Імама Хоссейна. Панахі довелося знімати таємно, а фільм було заборонено на кілька років. 1988 року Панахі зняв фільм «Другий погляд», короткометражний документальний фільм про створення фільму Камбуджа Партова «Голнар».
1992 року Панахі зняв короткометражний фільм «The Friend», який був своєрідною подякою першому короткометражному фільму Кіаростамі «Хліб та алея». Того ж року Панахі зняв «Останній іспит» (Akharin Emtehan). Обидва фільми зняті з непрофесійними акторами Алі Азізоллахі та Мехді Шахабі, згодом вони отримали нагороди за найкращий фільм, найкращий сценарій, найкращий кінематограф та найкращу режисуру на національному телевізійному фестивалі Ірану.
Натхненний історією молодого Луїса Бунуеля, коли він звернувся до кінорежисера Жана Епштейна, щоб запропонувати співпрацю. Панахі залишив повідомлення про автовідповідач Аббаса Кіаростамі, сказавши, що любить кінематограф і просив про будь-яку роботу у наступному фільмі. Кіаростамі найняв Панахі як його помічника режисера для фільму «Оливковими деревами». Кіаростамі працював з Джафаром ще у кількох фільмах і 1995 року сказав, що Панахі — «надзвичайно обдарований і може стати перспективною постаттю у кіно».

## 1995—2009: перші режисерські роботи

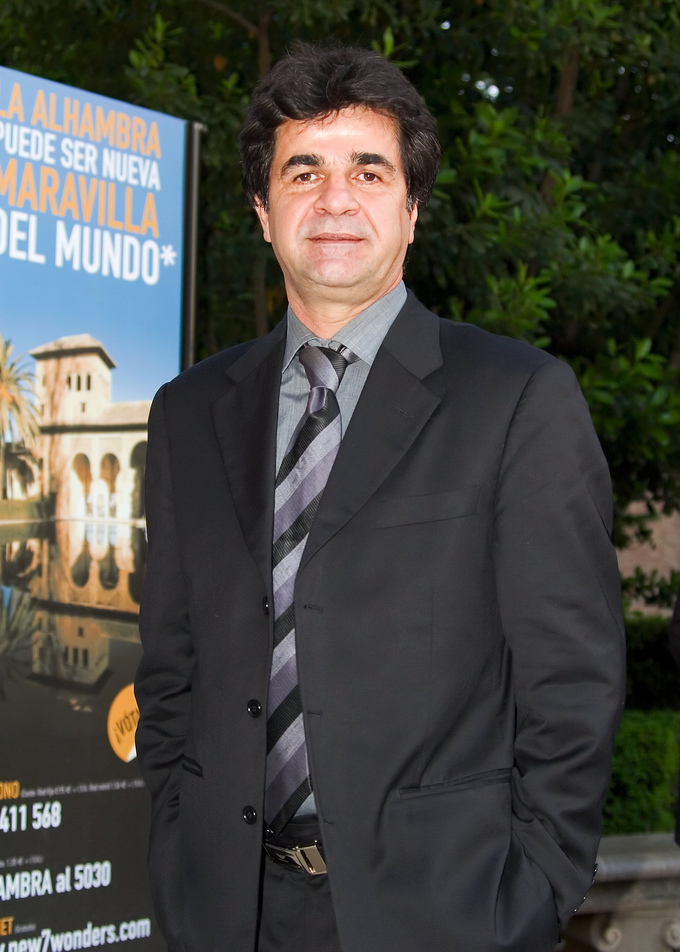
335.994x335.994px

### Біла куля (1995)
1995 року Панахі випустив свій дебютний фільм «Біла кулька» (Badkonak-e sefid), який продюсував IRIB-Channel 2, «Фердос Філмз» та «Farabi Cinema Foundation». Перша назва стрічки була «З Новим роком», у ній Панахі зняв оригінальний матеріал про Парвіза Шахбазі та намагався отримати фінансування від Channel 1 IRIB. Митець планував зняти короткометражний фільм, але пропозицію щодо фінансування було відхилено. Згодом Кіаростамі відзначив оригінальне бачення Джафара під час знімання фільму «Через оливкові дерева». Кіаростамі диктував Панахі сценарій, поки вони їздили машиною на зйомки, а Джафар записував його на магнітофон.
Кіаростамі також допоміг Панахі отримати фінансування від IRIB Channel 2. Під час роботи над фільмом Панахі подорожував по всьому Ірану, зняти для стрічки якомога більше персонажів з різних етносів країни. Він знайшов провідну актрису Аіду Мохаммадхані у першій же школі, яку відвідав. Тоді він одразу ж віддав їй роль Разіє. Проте Джафар переглянув 2600 юнаків за роль брата Азі перед тим, як віддати її Мохсену Каліфі. Джафар обирав серед непрофесійних акторів, у його фільмах знімались справжній продавець риби, якого той зустрів на ринку міста Рашт, а також студент коледжу, який грав молодого солдата. Він також знімав актрису Анну Борковську у ролі вірменської жінки.

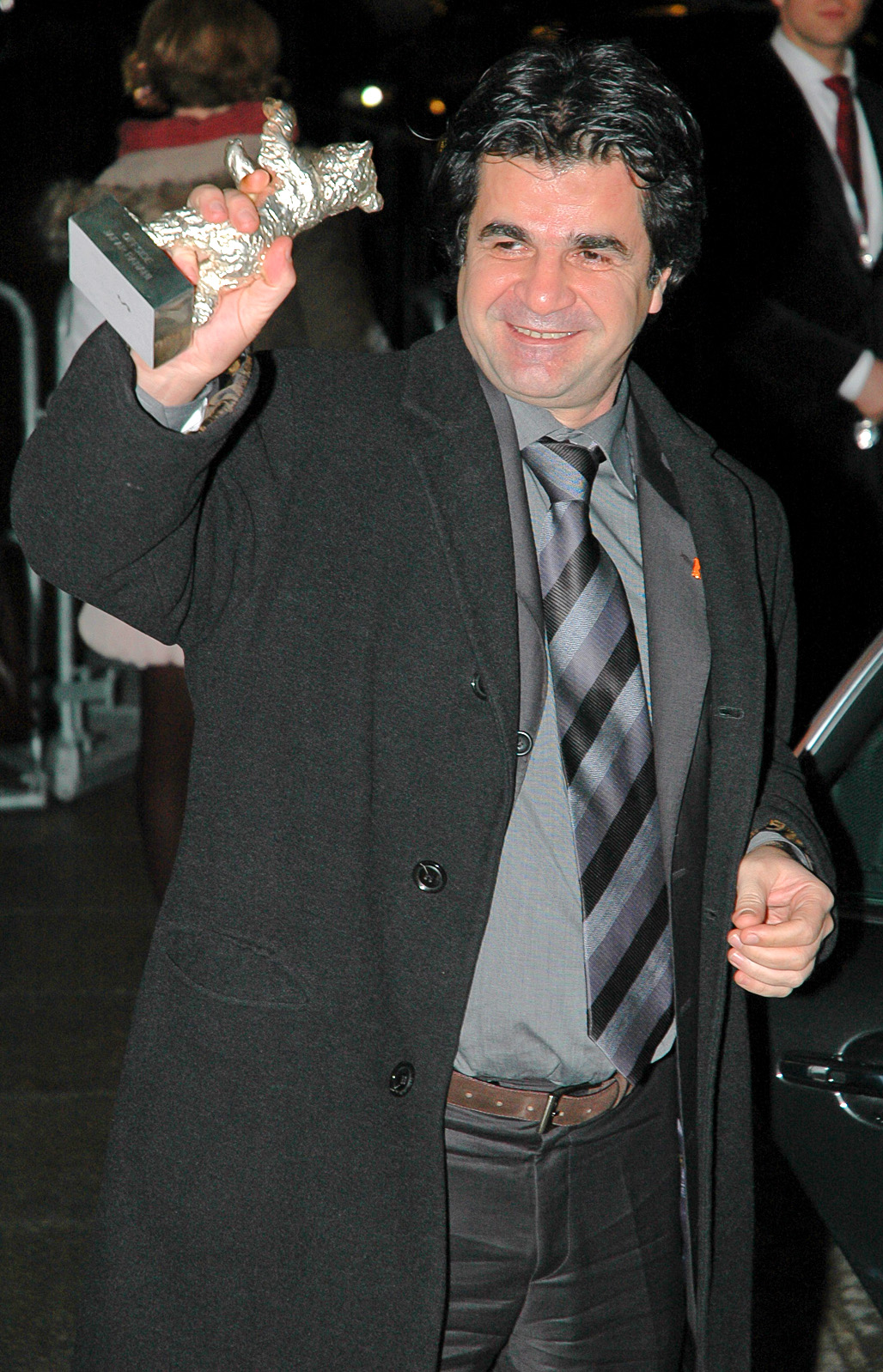
Джафар Панахі на 56-му Берлінале із нагородою «Срібний ведмідь» за фільм «OFFSIDE».

У фільмі «Разіє» маленька дівчина з Тегерану хоче купити золоту рибку для святкування іранського Нового року, для цього вона шукає способи заробити 500 ріалів. Панахі тісно співпрацював з Мохаммадхані, просячи її додати щось від себе у кожну сцену. Панахі дивувався вмінню Мохаммадхані плакати за потреби, тому він просив її дивитись прямо в камеру, коли він почав знімати, і просив її починати лакати. Знімання почали на початку квітня 1994 року в Кашані, Іран, і воно тривало до початку червня. Панахі заявив, що під час дебюту свого фільму він «хотів довести собі, що може виконати цю роботу і успішно закінчити фільм». Він також заявив, що «У світі, де на фільми витрачаються мільйони доларів, ми зробили фільм про маленьку дівчинку, яка хоче купити рибку менш ніж за долар — і це те, що ми намагаємося показати». В Ірані фільми, що зображують дітей, найчастіше уникають цензури чи політичних суперечок, а «Біла кулька» демонструвалася суто в кінотеатрах, що спеціалізуються на дитячих фільмах. Через це фільм мав мало глядачів у іранських кінотеатрах, продажі склали лише 130.000 квитків.

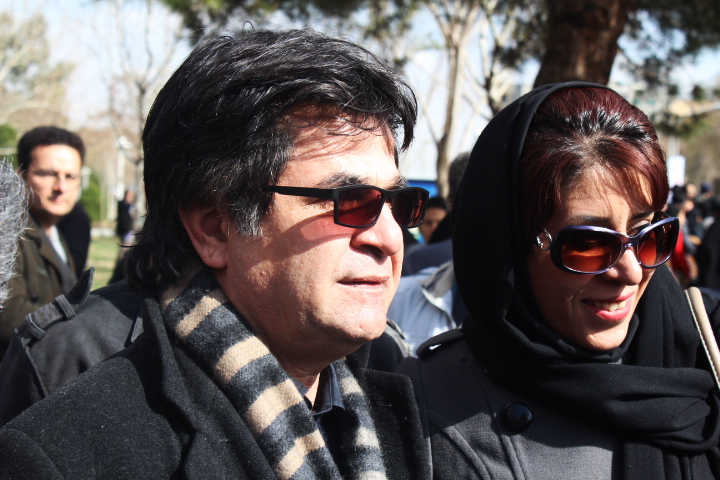
Джафар Панахі 2015 року.

Джафар отримав чотири призи в Ірані на «Ісфаханському кінофестивалі для дітей та молоді» та на «Міжнародному кінофестивалі Фаджр». Протягом кількох років після цього Другий канал місцевого телебачення транслював цей фільм щороку на Новий рік. За межами Ірану фільм отримав схвальні відгуки і його показали на Каннському кінофестивалі 1995 року, де він отримав приз «Золота камера». Він також здобув Золоту нагороду губернатора Токіо за найкращий фільм та Бронзового дракона для найкращий фільм молодіжного кіно на Міжнародному кінофестивалі в Токіо 1995 року, Міжнародну премію журі на міжнародному кінофестивалі Сан-Паулу 1995 року та Премію за найкращий фільм на Міжнародному кінофестивалі «Cinefest Sudbury» (Канада) 1996 року. Цей фільм став офіційним претендентом іноземною мовою від Ірану на 68-му премію на Оскар 1996 року; однак, уряд Ірану попросив Академію зняти фільм після того, як стосунки Ірану з США почали гіршати. Академія відмовилася знімати фільм, а Панахі іранський уряд заборонив відвідувати кінофестиваль Sundance або брати участь у телефонних інтерв'ю з журналістами США.

## Приватне життя
Панахі одружений з Тахере Саїді, яку вперше зустрів у коледжі, коли вона працювала медсестрою. У них є син Панах Панахі, 1984 року народження, і дочка Солмаз Панахі. Панах Панахі навчався в Тегеранському університеті і в 2009 році зняв свій перший короткометражний фільм «Перший фільм», який показали на Монреальському світовому кінофестивалі 2009 року. Солмаз вивчав театральне мистецтво в Тегерані.

## Фільмографія
- 1992 — «Останній іспит» / The Last Exam (Akharin emtehan)
- 1995 — «Біла кулька» / The White Balloon (Badkonak-e sefid)
- 1997 — «Дзеркало» / The Mirror (Ayneh)
- 2000 — «Коло» / The Circle (Dayereh)
- 2003 — «Багряне золото» / Crimson Gold (Tala-ye sorkh)
- 2006 — «Офсайд» / Offside
- 2010 — «Це не фільм» / This Is Not a Film (In film nist)
- 2013 — «Закрита завіса» / Closed Curtain (Pardeh)
- 2015 — «Таксі» / Taxi
- 2018 — «Три обличчя» / Three Faces (Se rokh)
- 2022 — «Немає ведмедів» / No Bears (Khers nist)
- 2025 — «Проста випадковість» / Un simple accident